# Too Bad
Too Bad är ett album av Buju Banton, utgivet 2006.

## Låtlista
1. "Your Night Tonight" - 3:16
2. "Try Offa Yuh" - 3:44
3. "Nothing" - 3:36
4. "Too Bad" - 2:44
5. "Waistline" - 3:24
6. "Jig" - 3:47
7. "Me & Oonu" - 3:11
8. "'Til It Bend" - 3:24
9. "Hey Boy" - 2:18
10. "Go Slow" - 2:50
11. "Driver A." - 2:51
12. "Girl U Know" - 3:44
13. "Lonely Night" - 3:45
14. "Who Have It" - 3:32
15. "Better Day Coming" - 2:52
16. "Don & Dupes" - 2:44
17. "Fast Lane" - 3:56